# Sydowia gregaria
Sydowia gregaria är en svampart som beskrevs av Bres. 1895. Sydowia gregaria ingår i släktet Sydowia och familjen Dothioraceae.   Inga underarter finns listade i Catalogue of Life.